# Mồ Dề
Mồ Dề là một xã thuộc huyện Mù Cang Chải, tỉnh Yên Bái, Việt Nam.

## Địa lý
Xã Mồ Dề nằm ở phía bắc huyện Mù Cang Chải, có vị trí địa lý:
- Phía đông giáp xã Chế Cu Nha
- Phía tây giáp xã Khao Mang
- Phía nam giáp thị trấn Mù Cang Chải và xã Kim Nọi
- Phía bắc giáp tỉnh Lào Cai.

Xã Mồ Dề có diện tích 64,70 km², dân số năm 2021 là 4.795 người, mật độ dân số đạt 74 người/km².

## Hành chính
Xã Mồ Dề được chia thành 8 bản: Cung 11, Háng Phù Loa, Háng Sung, Màng Mủ, Mồ Dề, Mý Háng, Nả Háng, Sáng Nhù.

## Lịch sử
Ngày 9 tháng 5 năm 1998, Chính phủ ban hành Nghị định số 27/1998/NĐ-CP về việc thành lập thị trấn Mù Cang Chải trên cơ sở 407 ha diện tích tự nhiên và 1.132 nhân khẩu của xã Mồ Dề.
Sau khi điều chỉnh địa giới hành chính, xã Mồ Dề có 6.505 ha diện tích tự nhiên và 2.438 người.